# Desarmament

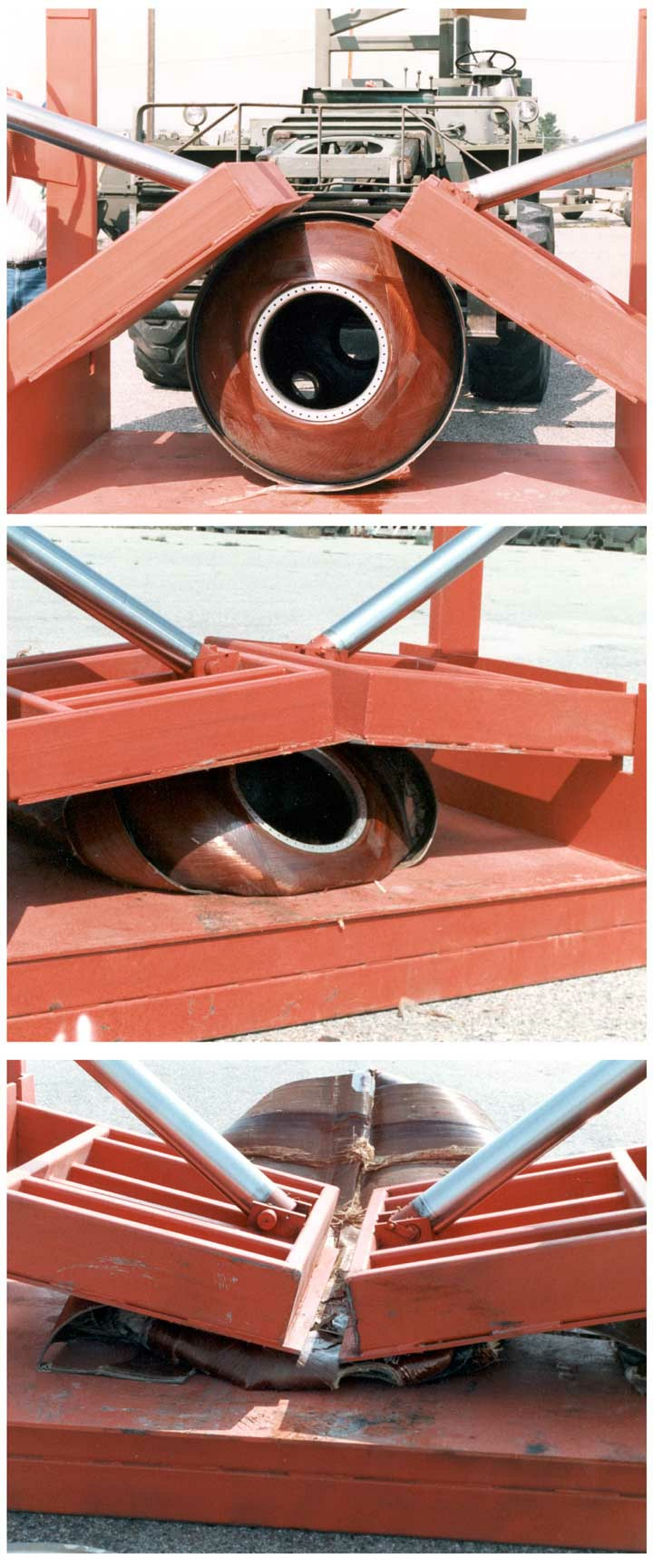
Destrucció d'un míssil

Un desarmament és el procés polític de suprimir o reduir dràsticament l'ús d'armes per part d'una població i que habitualment està enmarcat en un acord bilateral o multilateral, tot i que també pot fer-se de manera unilateral. Es tracta per tant de l'aplicació pràctica de l'article 2.4 del primer capítol de la Carta de les Nacions Unides, segons el qual les nacions signants es comprometen a «no recórrer a l'amenaça o a l'ús de la força».
Generalment es refereix a armes amb vocació d'ús militar. Pot afectar la població civil i a les forces armades, regulars (exèrcit) o irregulars (guerrilles, mercenaris o altres grups armats). Les campanyes de desarmament poden ser generals, per tot tipus d'arma, o referides a un tipus específic d'elles, com les nuclears, químiques o les mines antipersona. Un tipus específic de desarmament és el que es produeix quan la major part de l'arsenal d'un conflicte armat està constituït d'armes petites i lleugeres, en aquest cas es parla de microdesarmament.
El desarmament pot ser causat per la influència de moviments socials de desarmament o bé per imposició, com a conseqüència d'una derrota militar, com per les sancions a Alemanya després de la Primera Guerra Mundial. A Europa, els moviments de desarmament es van desenvolupar durant la guerra freda, especialment en períodes en els que la població temia més una imminent nova guerra mundial o quan consideraven especialment estremidors els efectes d'algunes guerres. Especialment massiva va ser la resposta a la instal·lació dels euromíssils als anys 80 del segle xx, a la segona guerra freda.
Les mobilitzacions ciutadanes europees contra l'armament van néixer juntament amb el moviment pacifista, el de desaparició d'aliances militars i el contrari a l'energia nuclear per a qualsevol ús. Aquestes van ser especialment importants entre els anys 1981 i 1983 en països europeus com la República Federal Alemanya, Itàlia, Bèlgica, Holanda i la Gran Bretanya. A Catalunya i Espanya l'any 1981 es van centrar en la petició del desmantellament de les bases militars estatunidenques i contra l'entrada d'Espanya a l'OTAN, mentre que les de desarmament europeu van ser més fortes entre 1984 i 1985. A Catalunya es van constituir la Coordinadora pel Desarmament i la Desnuclearització Totals i el Comitè Català d'Acció per la Pau i el Desarmament.

## Desarmament, desmobilització i reinserció

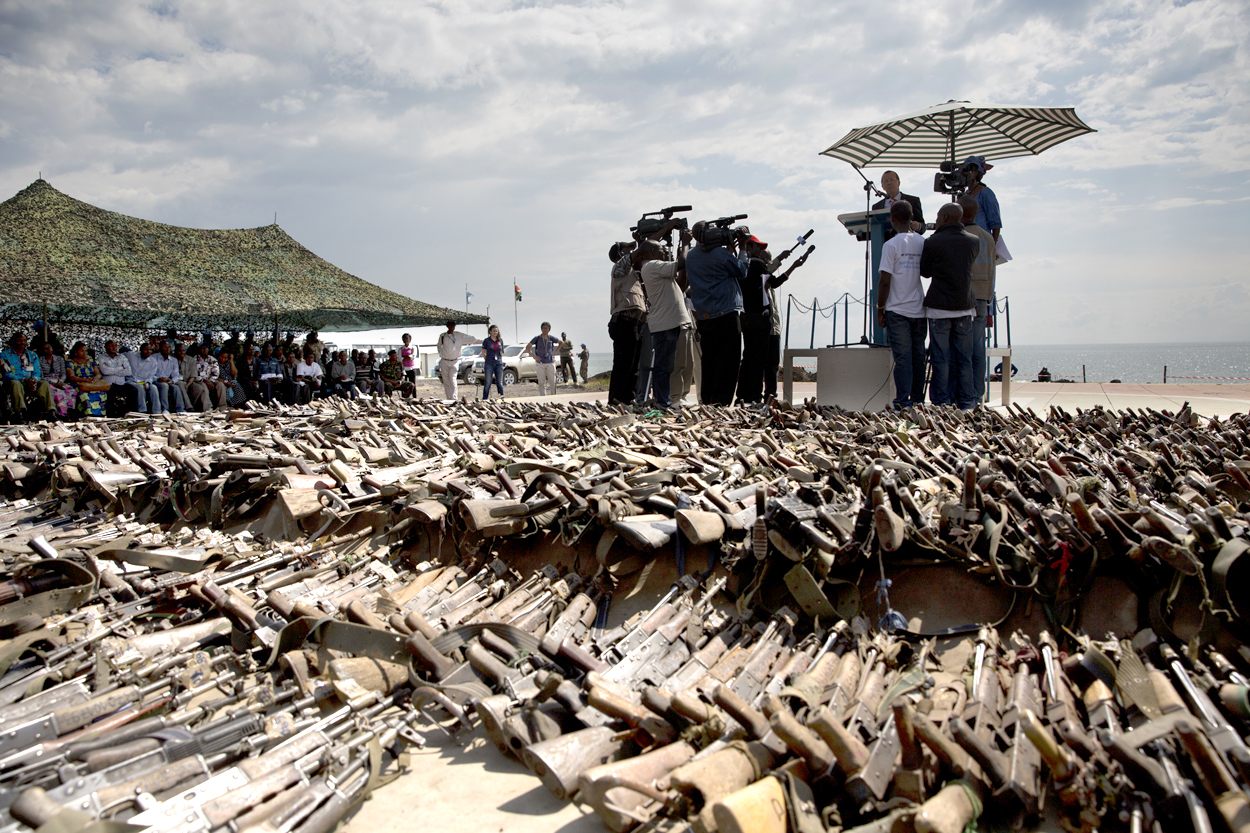
Cerimònia de desarmament

Les iniciatives per a reduir o desactivar els actors armats, popularment anomenades "desarmament", prenen el nom formal de "programes de Desarmament, Desmobilitzacó i Reinserció" (DDR). Així, el desarmament pròpiament dit és una part d'un procés més ampli que sol començat per la desmobilització, que és la que inclou el desarmament, seguida de la reinserció.

## Dividend del desarmament

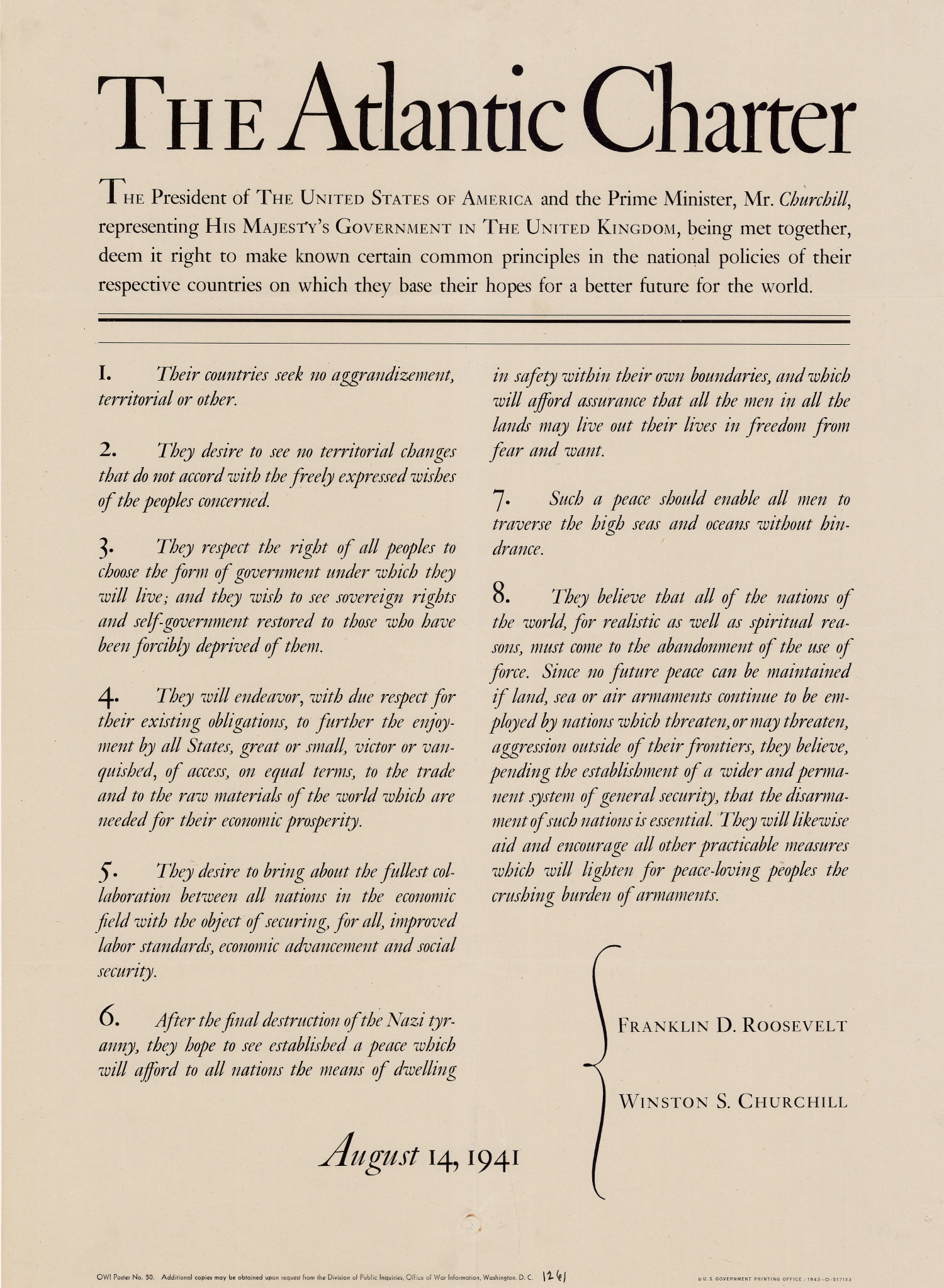
Els principis de la Carta Atlàntica inclouen explícitament el desarmament de les nacions

El dividend del desarmament, o dividend de la pau, és un concepte teòric que quantifica la disminució de la taxa anual mitjana de despeses militars mundials. Se suposa que els recursos econòmics estalviats haurien de reassignar-se al sector civil. Aquesta mesura va ser popularitzada pel Programa de les Nacions Unides per al Desenvolupament.
Les despeses militars mundials solen augmentar, donant un dividend negatiu. Entre els anys 1987 i 1994, el dividend de desarmament va ser positiu per primera vegada en diverses dècades, estalviant 935.000 milions de dòlars i fent que la taxa anual mitjana tingués un valor final del 3'6%.

## Mesures pràctiques

Existències declarades d'armes nuclears als EUA (blau) i a la URSS (vermell)

Les mesures pràctiques de desarmament són les mesures de control de l'oferta i la demanda d'armes, a més del dels arsenals existents. Concretament fan referència al control de la compra d'armes, al control del seu ús, la creació de mesures de confiança, la reintegració d'excombatents, la reforma del sector de la seguretat, la reducció o desaparició de les mines antipersona, la reconversió de la indústria militar, les restriccions sobre la producció armamentística, les restriccions sobre les transferències d'armes i la recollida d'armes de la societat civil en contexts de postguerra o d'inseguretat ciutadana.

## Crítiques
Les crítiques al desarmament venen de la pèrdua de la capacitat dissuasiva que té un país enfront potencials enemics si renuncia a preparar tècnicament els seus exèrcits.